# Salta (província)
Salta é uma província do noroeste argentino. Sua capital é a cidade de Salta.
É uma bela província situada no Norte da Argentina, lá existe o famoso trem das nuvens. Um trem que sobe aos Andes, até quase 5000 metros de altitude e termina quase na fronteira com a Bolívia. Conhecida também por suas duas empresas aéreas, Dinar (1992-2003) e Andes Líneas Aéreas que levam o seu nome aos céus sul-americanos.

## Galeria

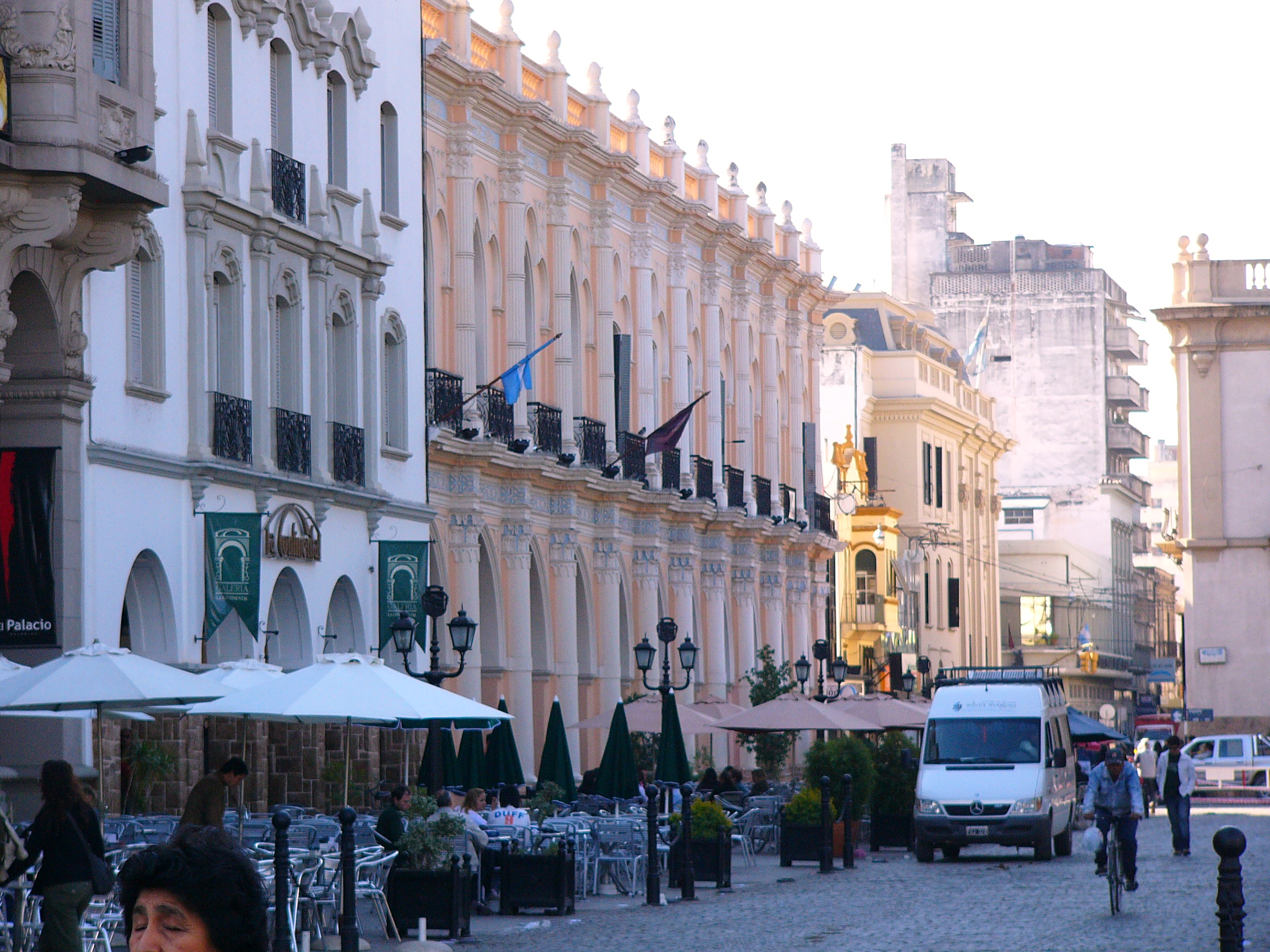
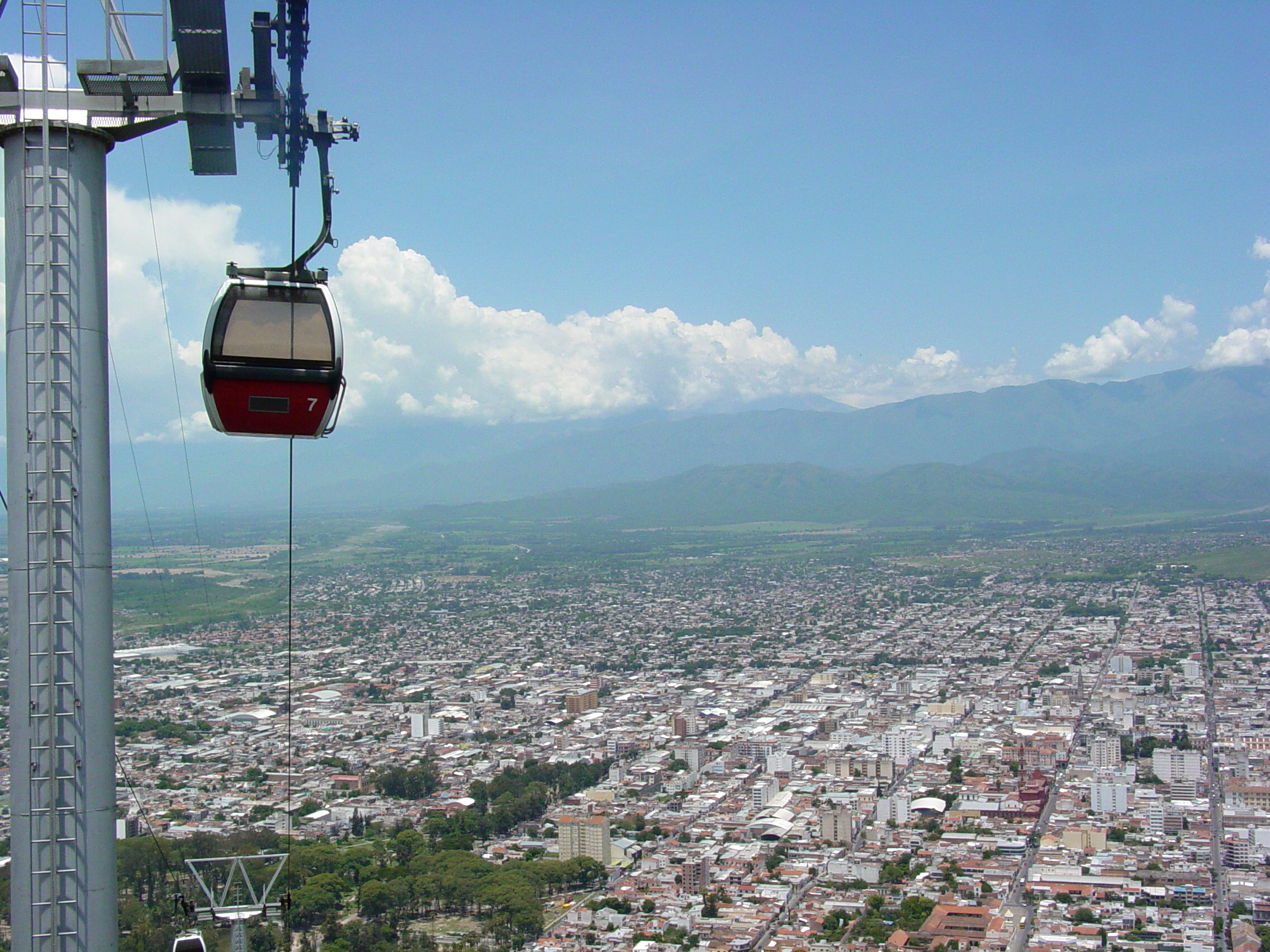
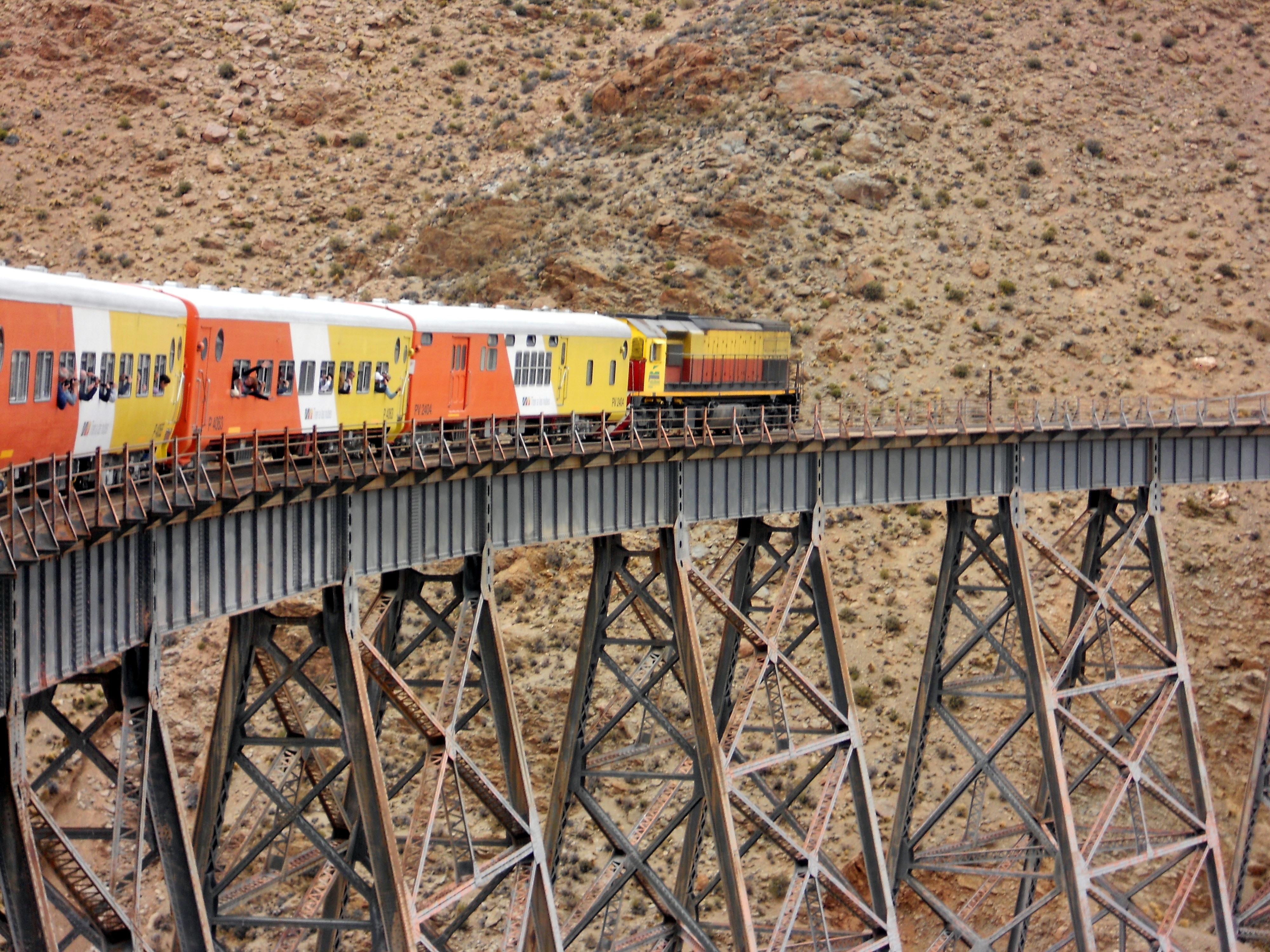
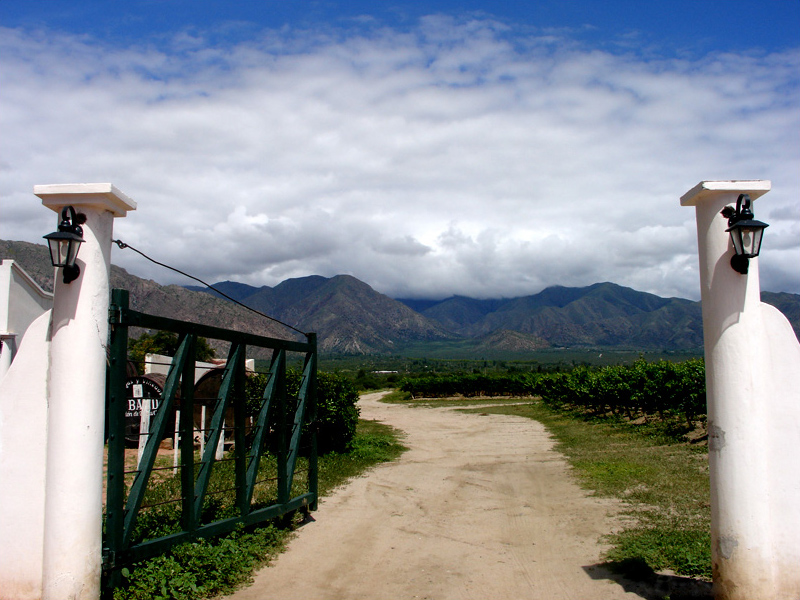
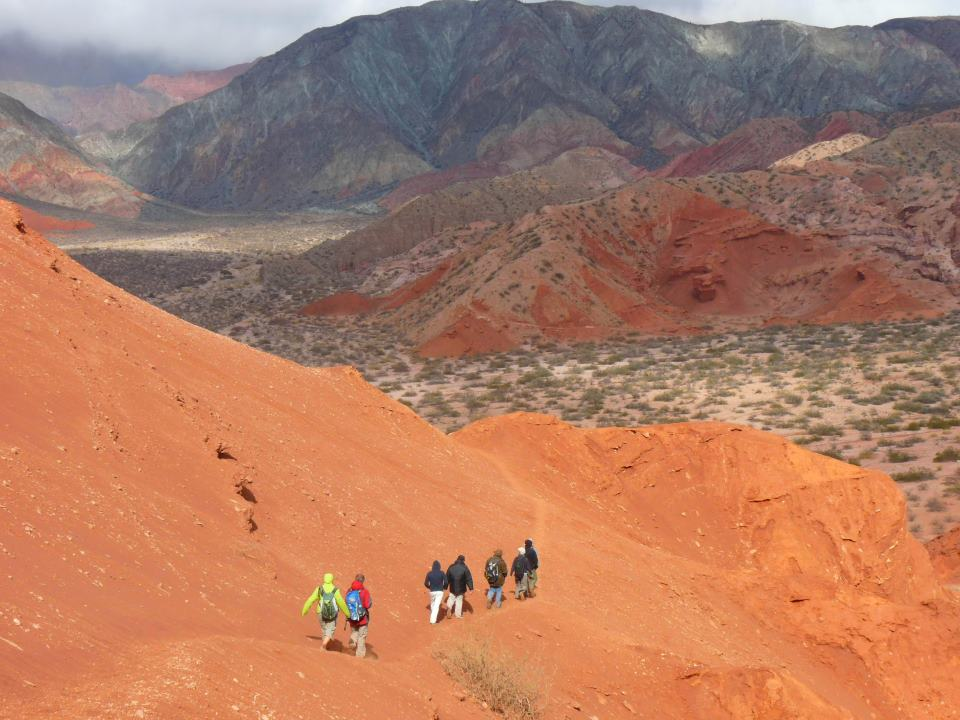
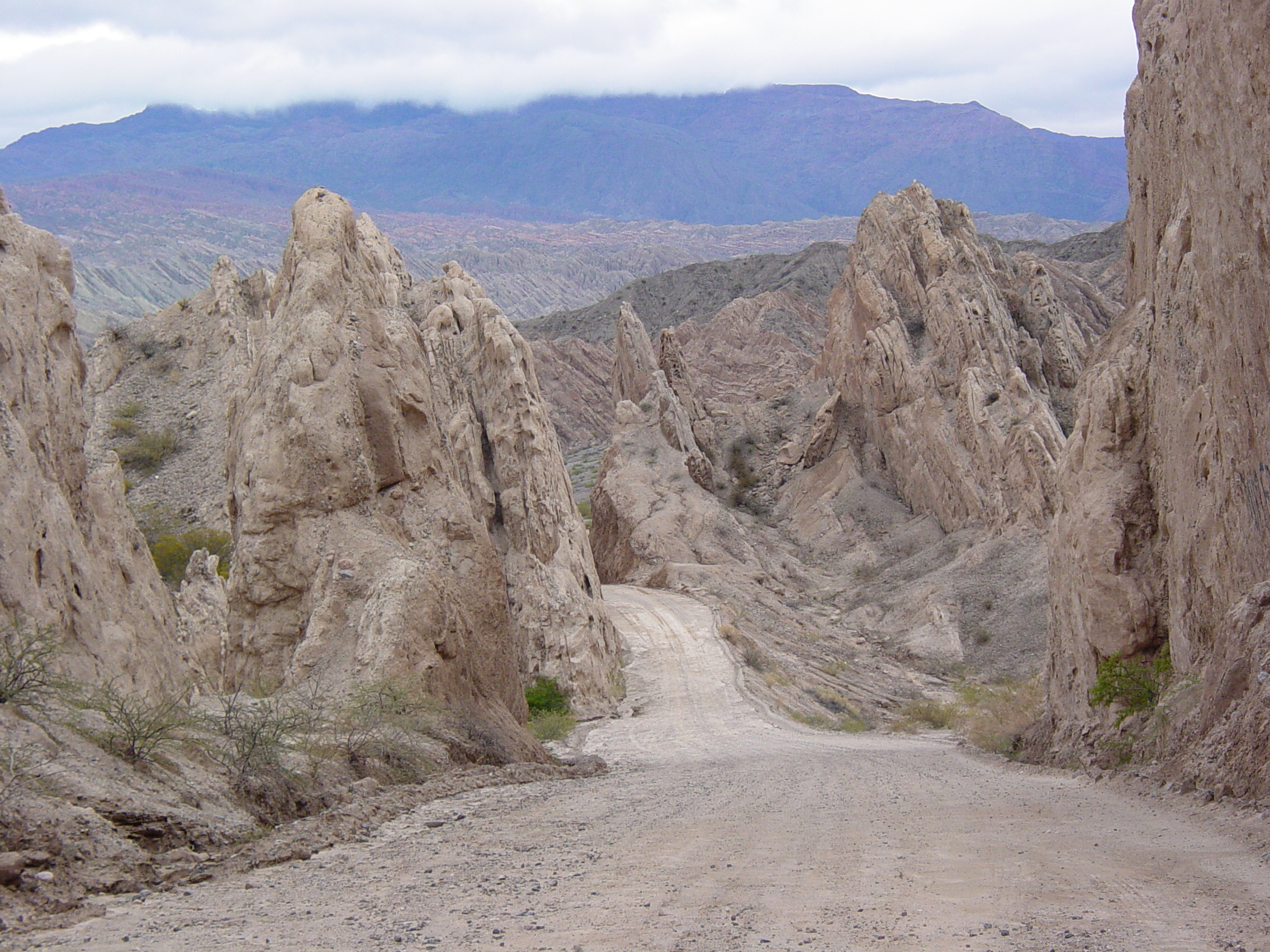
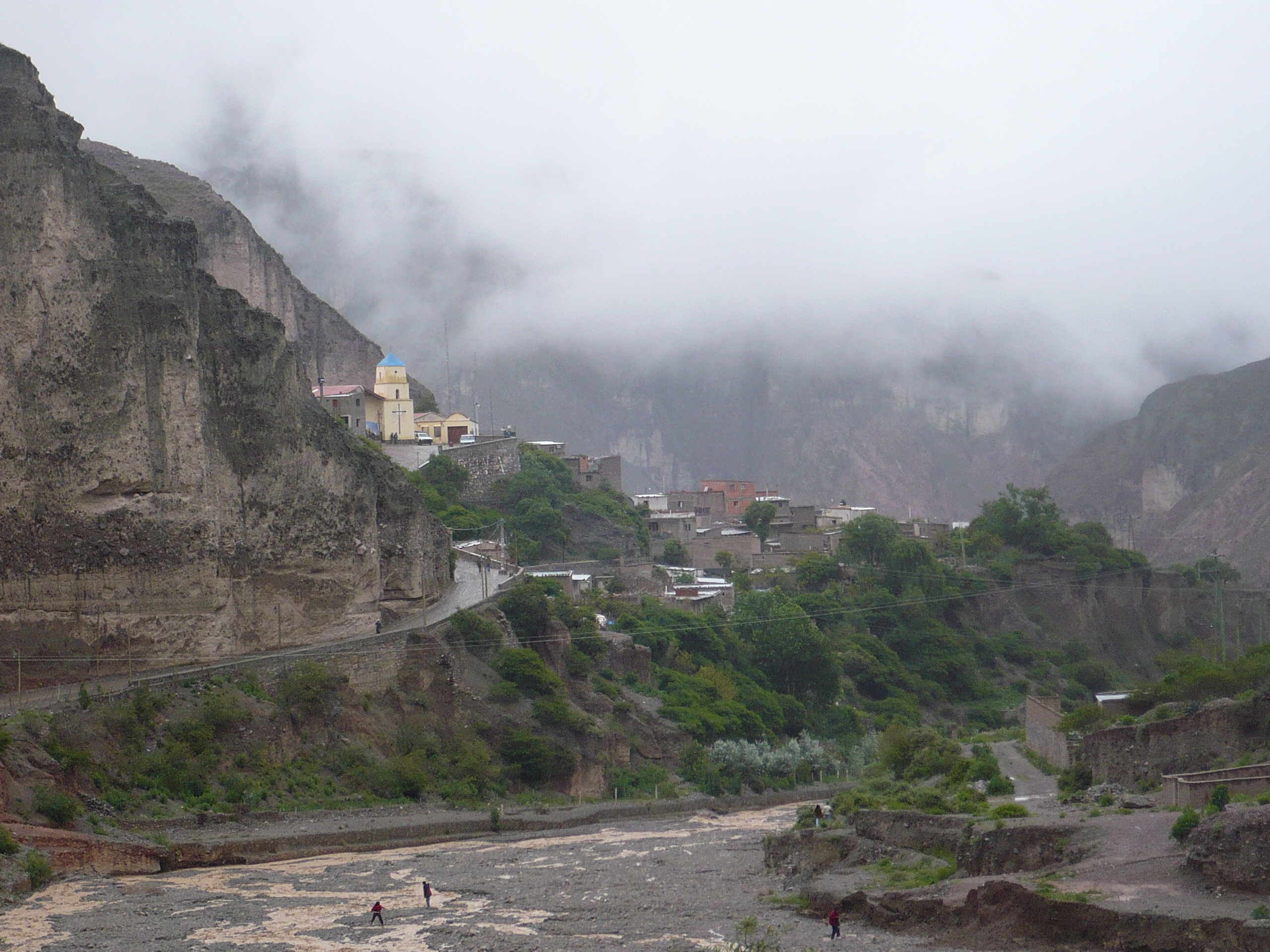
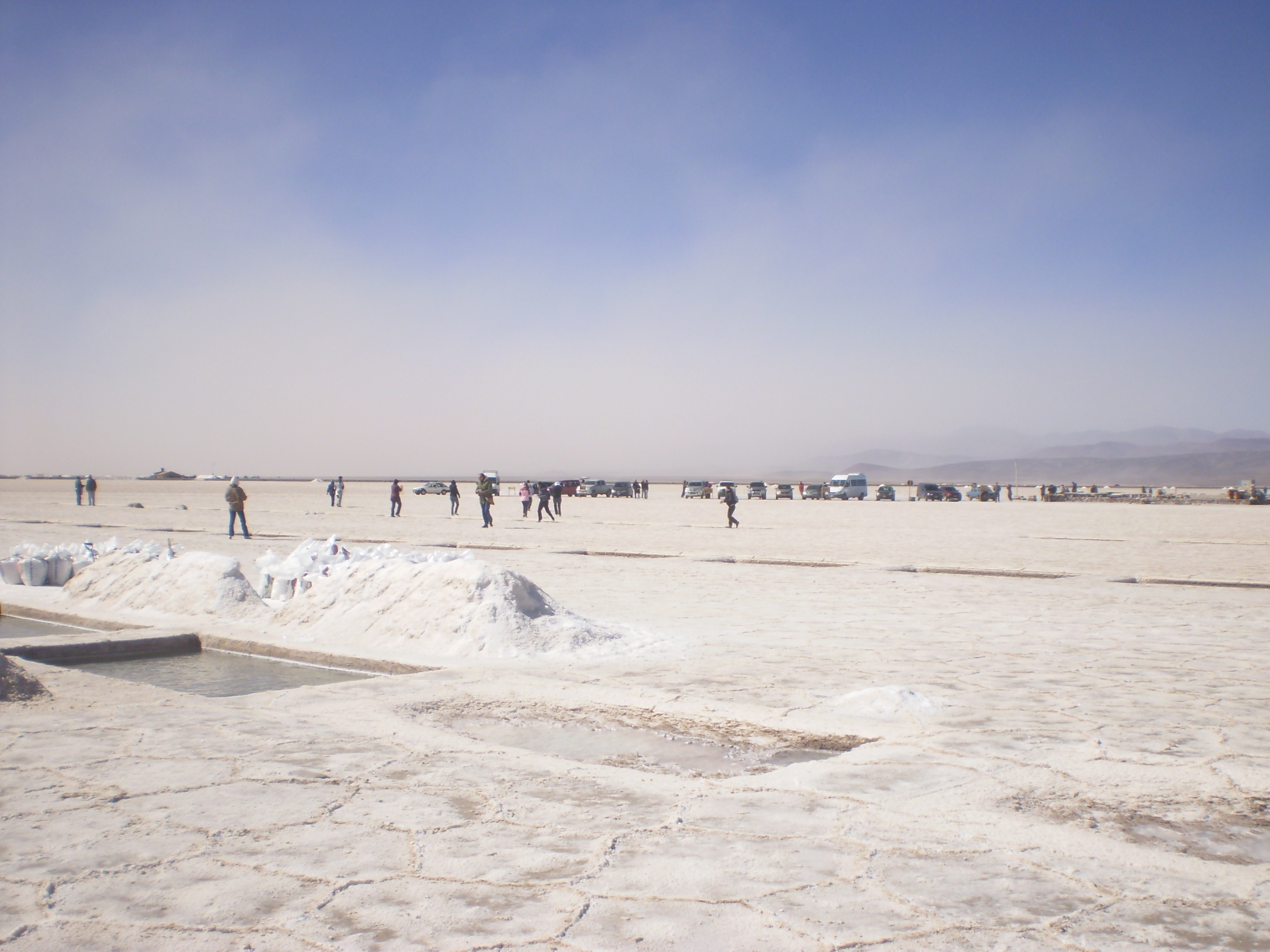
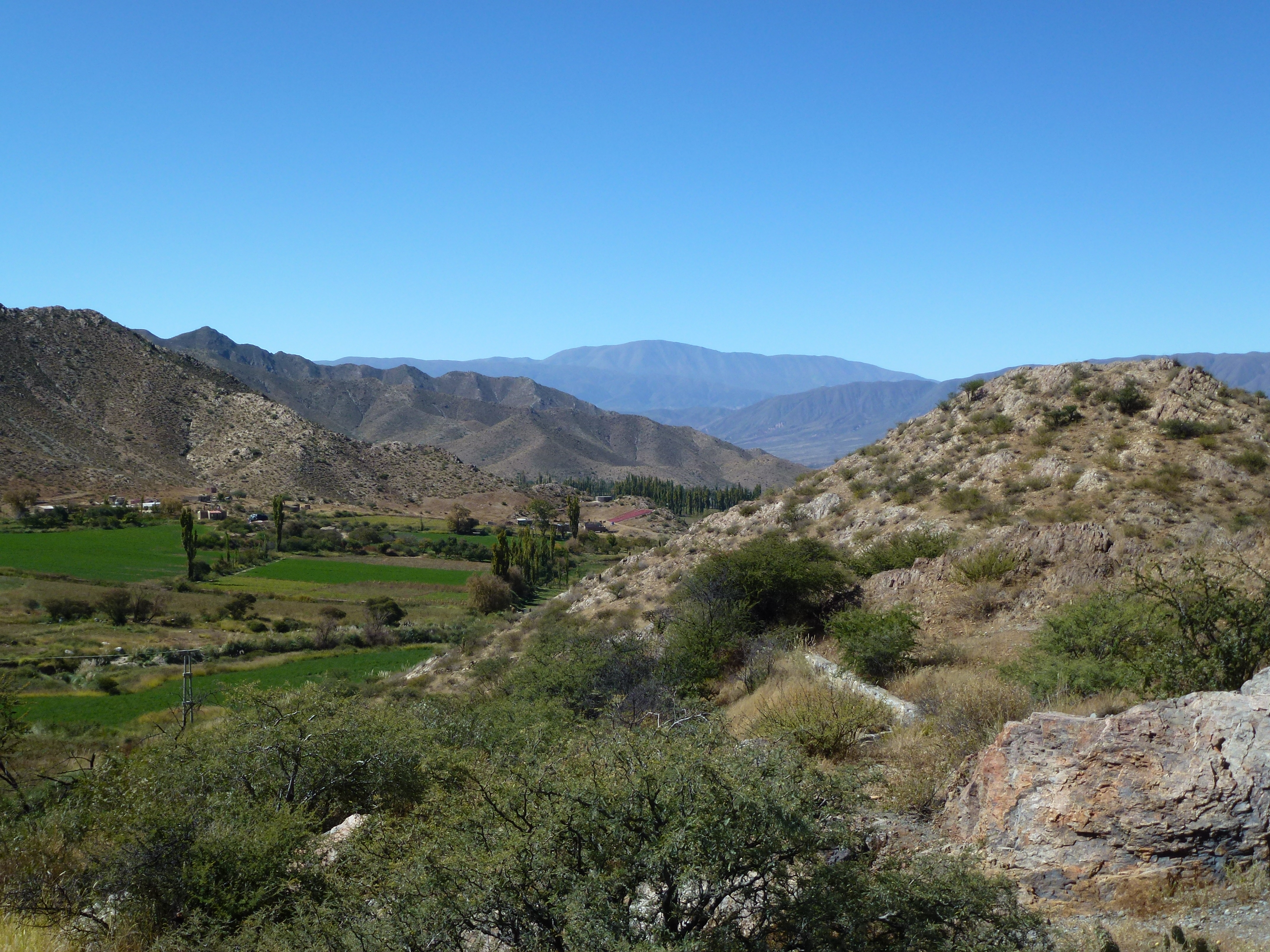
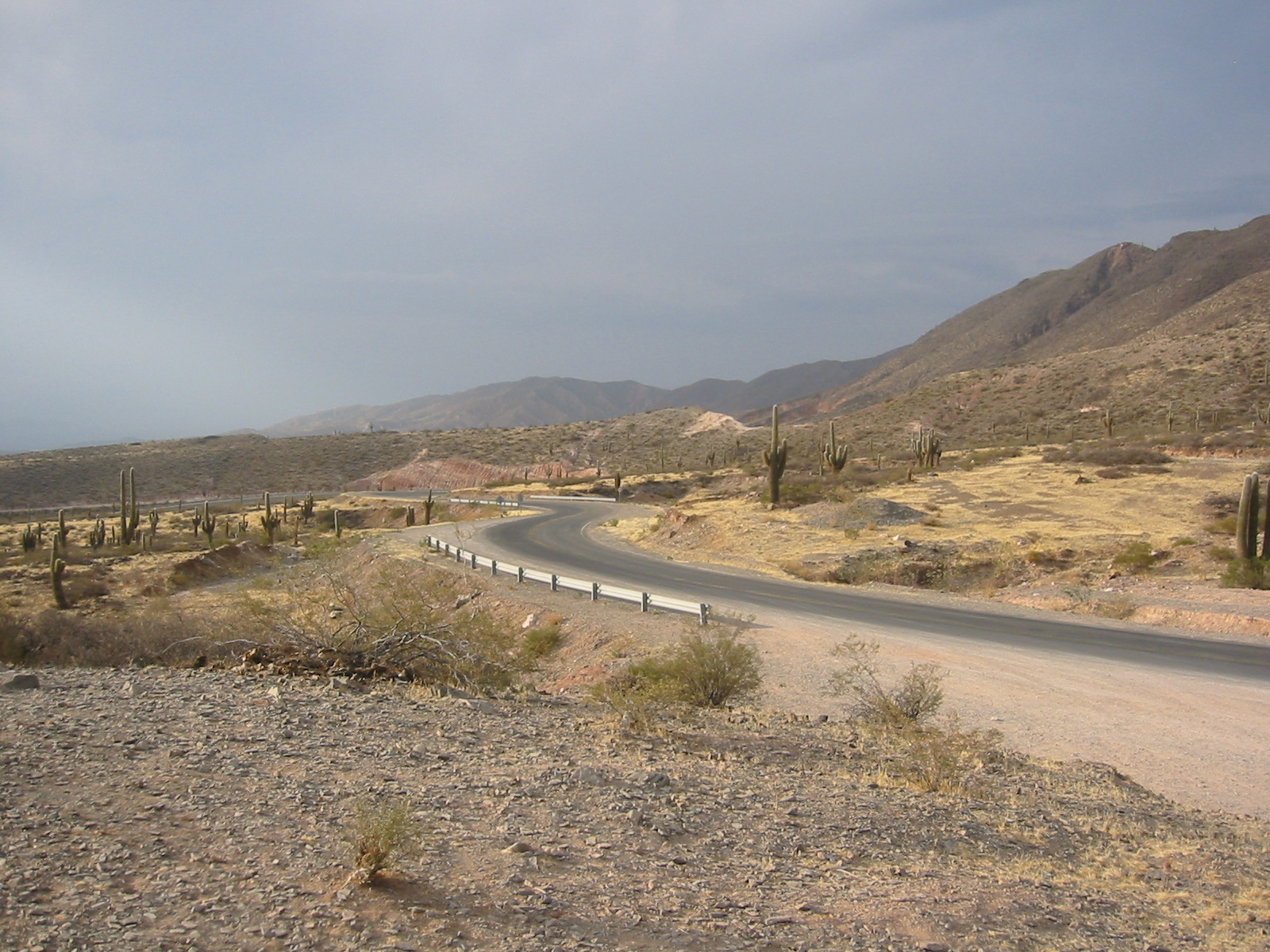

## Divisão administrativa
|  |

| Departamento               | Superfície | População (2001) | Municípios (em negrito: capitais dos departamentos)                                         |
| -------------------------- | ---------- | ---------------- | ------------------------------------------------------------------------------------------- |
| Anta                       | 21.945 km² | 49.841           | Apolinario Saravia, El Quebrachal, General Pizarro, Joaquín Víctor González, Las Lajitas    |
| Cachi                      | 2.925 km²  | 7.280            | Cachi, Payogasta                                                                            |
| Cafayate                   | 1.570 km²  | 11.785           | Cafayate                                                                                    |
| Capital                    | 1.722 km²  | 472.971          | Salta, Villa San Lorenzo                                                                    |
| Cerrillos                  | 640 km²    | 26.320           | Cerrillos, La Merced                                                                        |
| Chicoana                   | 910 km²    | 18.248           | Chicoana, El Carril                                                                         |
| General Güemes             | 2.365 km²  | 42.255           | Campo Santo, El Bordo, General Güemes                                                       |
| General José de San Martín | 16.257 km² | 139.204          | Aguaray, Embarcación, General Ballivián, General Mosconi, Profesor Salvador Mazza, Tartagal |
| Guachipas                  | 2.785 km²  | 3.211            | Guachipas                                                                                   |
| Iruya                      | 3.515 km²  | 6.368            | Iruya, Isla de Cañas                                                                        |
| La Caldera                 | 867 km²    | 5.711            | La Caldera, Vaqueros                                                                        |
| La Candelaria              | 1.525 km²  | 5.286            | El Jardín, El Tala, La Candelaria                                                           |
| La Poma                    | 4.447 km²  | 1.735            | La Poma                                                                                     |
| La Viña                    | 2.152 km²  | 7.152            | Coronel Moldes, La Viña                                                                     |
| Los Andes                  | 25.636 km² | 5.630            | San Antonio de los Cobres, Tolar Grande                                                     |
| Metán                      | 5.235 km²  | 39.006           | El Galpón, San José de Metán, Río Pîedras                                                   |
| Molinos                    | 3.600 km²  | 5.565            | Molinos, Seclantás                                                                          |
| Orán                       | 11.892 km² | 124.029          | Colonia Santa Rosa, Hipólito Yrigoyen, Pichanal, San Ramón de la Nueva Orán, Urundel        |
| Rivadavia                  | 25.951 km² | 27.370           | Rivadavia Banda Norte, Rivadavia Banda Sur, Santa Victoria Este                             |
| Rosario de la Frontera     | 5.402 km²  | 28.013           | El Potrero, Rosario de la Frontera                                                          |
| Rosario de Lerma           | 5.110 km²  | 33.741           | Campo Quijano, Rosario de Lerma                                                             |
| San Carlos                 | 5.125 km²  | 7.208            | Angastaco, Animaná, San Carlos                                                              |
| Santa Victoria             | 3.912 km²  | 11.122           | Los Toldos, Nazareno, Santa Victoria Oeste                                                  |